# LADYBABY
LADYBABY (Ледибе́йби) — японская каваии-метал-группа, состоящая из четырёх девушек: Риэ Канэко, Фуки Карасавы, Эмири Аримы и Наны Икеды. До 1 августа 2016 года, участником группы также был австралийский рестлер Ледибиард.

## История

### Первый период (2015—2016): Создание группы и ранние годы
Боксёр Ричард Магарей, родом из Аделаиды, переехал в Китай в 2006 году, чтобы начать там свою карьеру каскадёра боевых искусств в фильмах. Позже он стал хитом в Гонконге в качестве кроссдрессера боксёра-профессионала, после чего в октябре 2013 года он переехал в Японию, чтобы попытаться построить аналогичную карьеру там.
Группа была сформирована 25 марта 2015 года Ричардом вместе с японскими моделями Рэй Куромия и Риэ Канэко, в качестве PR-проекта японского производителя костюмов Clearstone. В июле 2015 года видеоклип на их первую песню «Nippon Manju» (яп. ニッポン饅頭 ниппон мандзю:, японская булочка) прославился на YouTube, собрав 1 миллион просмотров за два дня. В клипе Ричард, одетый в костюм горничной, танцует на улицах Токио вместе с Рэй и Риэ и исполняет экстрим-вокал.
Их второй сингл, вышедший в Японии 13 января 2016 года, дебютировал на 15-й позиции в ежедневном чарте Oricon.

### Второй период (2016—2017): Idol Formerly Known As Ladybaby
1 августа 2016 года группа переименовала себя после ухода Ледибиарда, изменив название группы на "LadyBaby, ранее известный «The Idol Formerly Known as Ladybaby». Остальные участники провели концерт 16 сентября 2016 года под новым брендингом.
В 2017 году они подписали контракт с JPU Records на выпуск нового сингла «Pelo» в Европе. Они выпустили ещё один сингл, "Pinky! Pinky! — позже в том же году, 17 ноября 2017 года Рей Куромия покинула группу, сославшись на разочарование в культуре idol и проблемы с горлом, вызванные обширным графиком гастролей. Это привело к концу времени группы как «The Idol Formerly Known as Ladybaby».

### Третий период (2018—2020)
В январе 2018 года группа анонсировала альбом под названием Beside U, который был выпущен в Японии 7 марта 2018 года. В феврале этого года они начали образовать новый состав, с Рие Канеко, к которому присоединились новые участницы Нана Икеда, Эмили Арима и Фука Карасава, впоследствии объявив тур весной 2018 года в возвращении к оригинальному названию. Они выпустили музыкальное видео для своего камбэка «ホシノナイソラ» (Хоси но най сора — Беззвёздное небо) на 10 мая 2018 года с синглом был официально выпущен 30 мая. Было подтверждено, что группа вернется на сцену, чтобы появиться на одной из сторон B для сингла. 29 октября 2019 года было объявлено, что группа Ladybaby приостановит всю свою деятельность 13 января 2020 года после их финального шоу и с выпуском альбома «Reburn» в тот же день.

## Состав

### Нынешние участники
— Нана Икеда (яп. 池田菜々) (19)
— Фука Карасава (яп. 唐沢風花) (18)
— Риэ Канэко  (яп. 金子理江), родилась 18 декабря 1997 года (27 лет)
— Эмири Арима (яп. 有馬えみり), родилась 9 марта 2001 года (24 года)

### Бывшие участники
- Ледиби́ард (яп. レディビアード, англ. Ladybeard), родился 3 августа 1983 (40 лет)
- Рэй Куромия  (яп. 黒宮れい), родилась 29 ноября 2000 года (24 года)

## Дискография

### Синглы
| № | Название                                                                                      | Дата выхода    | Чарты |
| № | Название                                                                                      | Дата выхода    | JP    |
| - | --------------------------------------------------------------------------------------------- | -------------- | ----- |
| 1 | «Nippon Manju» (яп. ニッポン饅頭)                                                             | 29 июля 2015   | 109   |
| 2 | «Age-Age Money ~Ochingin Daisakusen~» (яп. アゲアゲマネー ～おちんぎん大作戦～ Агэ-Агэ Манэ:) | 13 января 2016 |       |
| 3 | «Renge Chance!» (яп. 蓮華チャンス！)                                                          | 13 апреля 2016 |       |
| 4 | Pelo                                                                                          | 12 апреля 2017 |       |
| 5 | Hoshi No Nai Sora (яп. ホシノナイソラ)                                                        | 10 мая 2018    |       |
| 6 | Biri Biri Mane (feat. Ladybeard) (яп. ビリビリマネ)                                           | 30 мая 2018    |       |